# Anton Rubinstein
Anton Grigorjevič Rubinstein též Rubinštejn (rusky Антон Григорьевич Рубинштейн; 28. listopadu 1829 – 20. listopadu 1894) byl ruský pianista, skladatel, dirigent období romantismu a hudební pedagog, zakladatel první konzervatoře v Petrohradu, první střední hudební školy v Rusku. Jako pianista byl srovnáván s do té doby nejvýznamnějším Franzem Lisztem a řadí se mezi největší klavírní virtuosy vůbec.

## Život
Narodil se ve Vychvatincích (dnešní Rybnický rajon v Podněstří, Moldávie) v rodině židovského obchodníka Grigorie Romanoviče Rubinštejna (původně Gerš Rubin Bencionovič) (1807—1846), který pocházel z ukrajinského Berdyčiva. Matka Klára Christoforovna, rozená Löwenstein (také Lewvynštejn) (1807—1891) pocházela ze slezské Vratislav, byla dobrá klavíristka a od mala vyučovala své syny Antona, mladšího Nikolaje (* 1835) a dceru Ljubov (* 1833) hře na klavír. Když poznala mimořádné nadání svého nejstaršího syna, najala soukromého učitele klavíru rusko-francouzského původu, Alexandra Villoinga (1808-1878). 

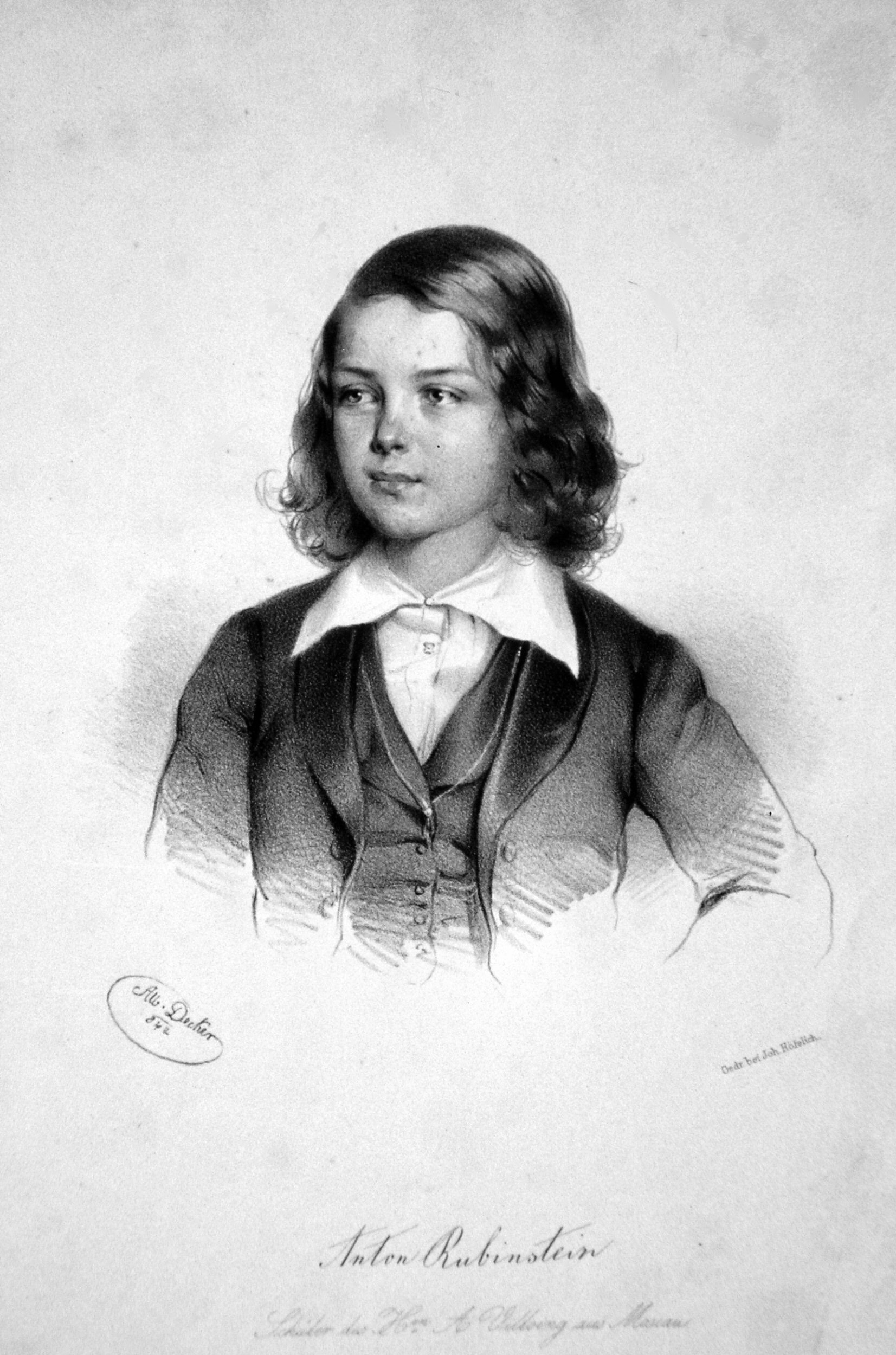
Anton Rubinstein v roce 1842

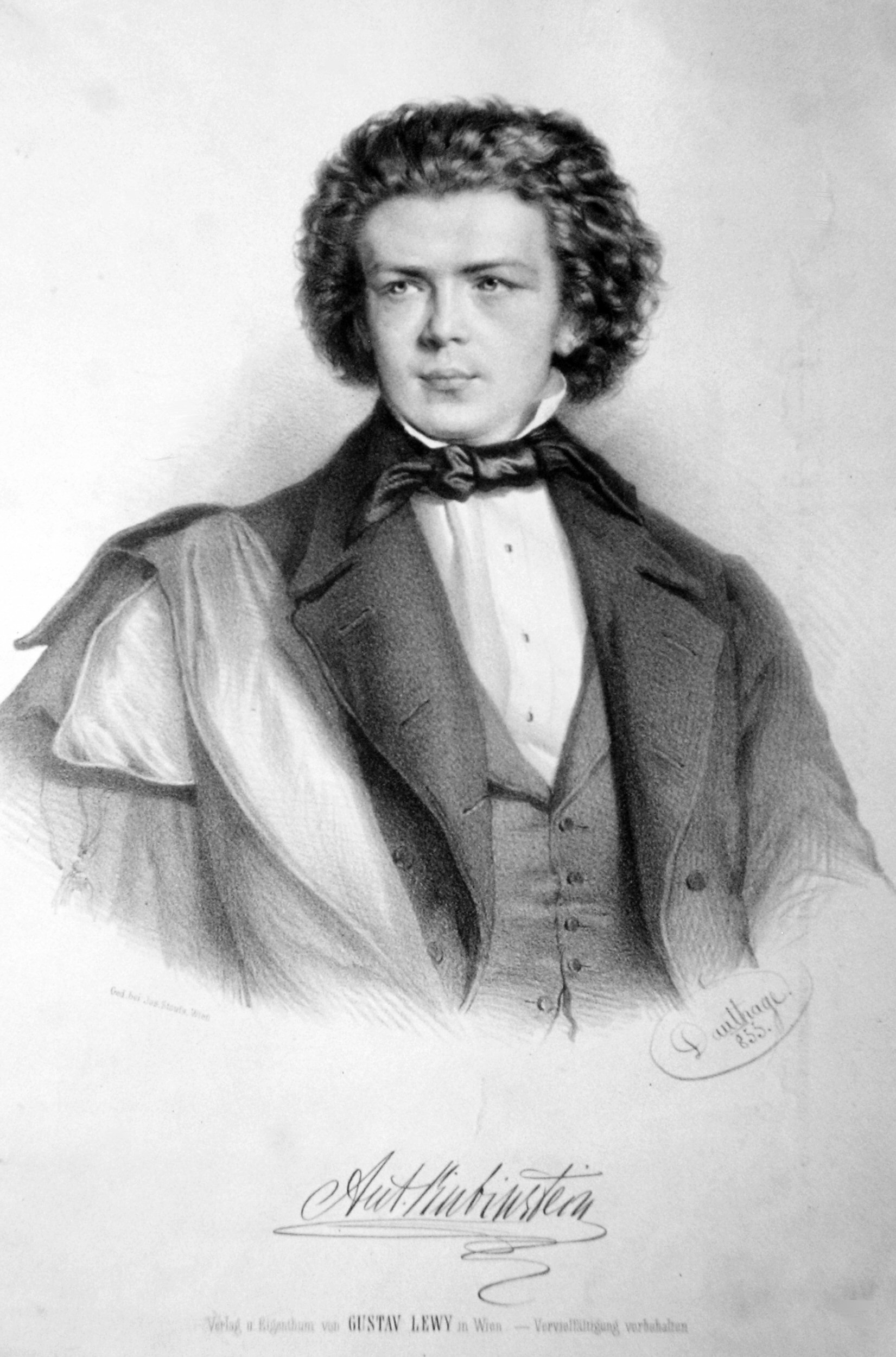
Anton Rubinstein 1855 Litho

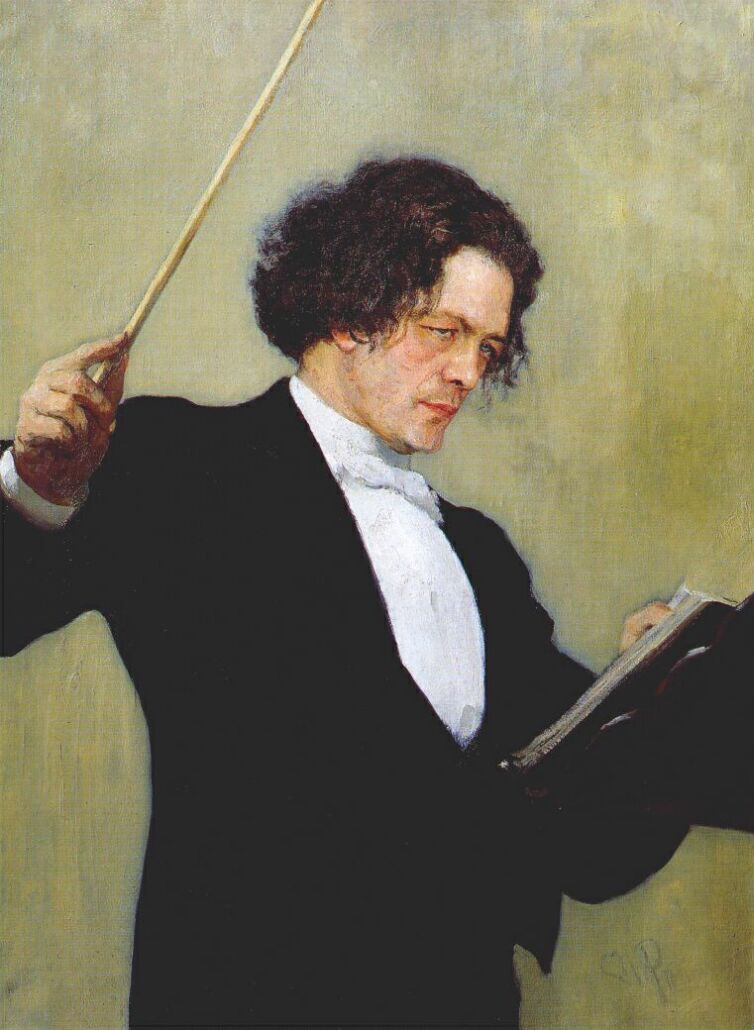
Rubinstein dirigentem, obraz od Ilji Repina z roku 1887

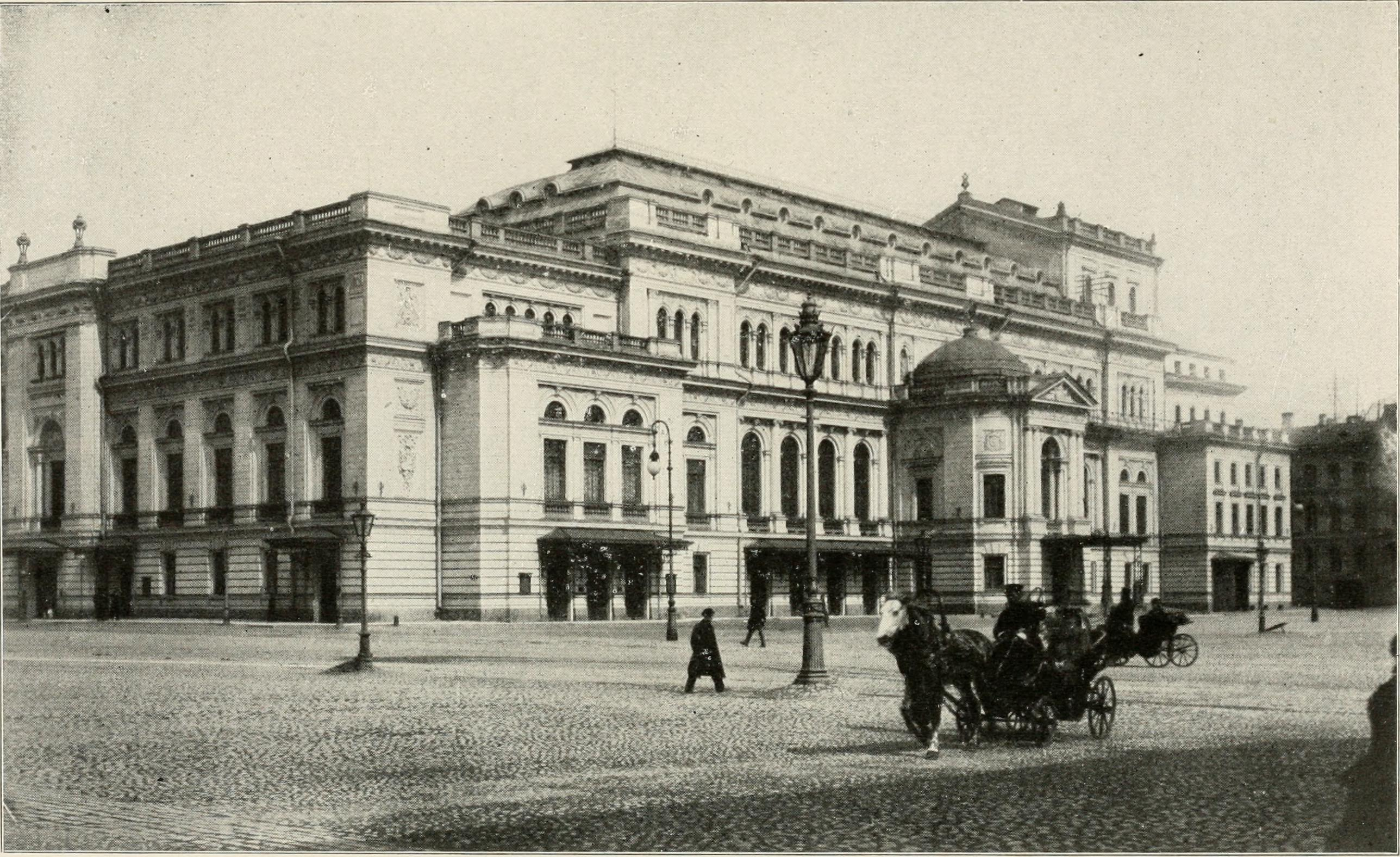
Konzervatoř v Petrohradu (1917)

Anton jako klavírista poprvé veřejně vystoupil v devíti letech, 11. července 1839 v Petrovském parku v Moskvě, u obecenstva si získal úspěch a platil za zázračné dítě. Na matčino přání roku 1840 odcestoval s učitelem Villoingem do Paříže, kde měl studovat na konzervatoři, ale místo toho mu Villoing zorganizoval první koncertní turné. V Paříži se osobně setkal se svými vzory, Fryderykem Chopinem a Ferencem Lisztem. V létě 1841 postupně navštívil Haag, Amsterdam a Kolín nad Rýnem, v lednu a únoru roku 1842 koncertoval ve Vídni, v březnu v Budapešti a v létě vystoupil před královnou Viktorií v Londýně. Na zpáteční cestě projeli Norsko a Švédsko. 7. ledna 1843 uvedl svou první skladbu, etudu Odin na motivy severské mytologie. 
Po krátkém pobytu v Rusku s matkou a mladším bratrem Nikolajem odcestoval roku 1844 do Berlína, kde s bratrem studovali skladbu a hudební teorii u Siegfrieda Dehna. Tam se setkal se svými idoly Felixem Mendelssohnem a Giacomem Meyerbeerem, kteří Rubinsteina podporovali a povzbuzovali k dalšímu a vyššímu zájmu o hudbu. 
Po studiích se přestěhoval do Vídně, kde se stručně věnoval dalšímu studiu hudby, předtím, než se v roce 1848 vrátil do svého rodného a milovaného Ruska, kde byl činný jako hudebník.
V roce 1850 začal znovu cestovat jako klavírista, až se nakonec usadil v Petrohradě, kde se roku 1852 stal dvorním pianistou velkokněžny Jeleny Pavlovny a s níž pak v roce 1862 založil světoznámou Petrohradskou konzervatoř, první vyšší školu hudby v Rusku. Tam vyučoval hudbě také jednoho z nejvýraznějších hudebních skladatelů, Petra Iljiče Čajkovského, který se o něm později často zmiňoval.
V prosinci roku 1854 úspěšně koncertoval v Gewandhausu v Lipsku a odtud se vydal roku 1855 na tříleté evropské turné, kdy vystupoval jako klavírista i dirigent postupně v německých městech, Berlíně, Hamburku, Mnichově, dále v Nice, Paříži Londýně, také v Praze, opět ve Vídni a Budapešti.    
Na krátký čas se usadil v Drážďanech, kde ke konci svého života vyučoval hudbu.
Svoji proslulost si dobýval poměrně těžce, i když byl veřejnosti znám už od svého dětství. Byl introvert, choval se často nepatřičně ke svým kolegům i k publiku. V pozdějších letech svého života nedbal o svůj vzhled. Byl nespolečenský, trávil hodně času ve své pracovně, zavřený i několik hodin. Jeho velikou oporou a do určité míry také inspirací v hudebním světě byli Meyerbeer a Mendelssohn. 
V osobním životě byl závislý na své rodině. Po smrti svého bratra († 1883) a  matky († 1891) začal propadat depresím a rok po smrti svého nejstaršího syna Alexandra, který zemřel na tuberkulózu, zemřel sám v Peterhofu, po dlouhodobém  onemocnění srdce. Byl pohřben na Tichvinském hřbitově v Petrohradu. 
Jeho osobní život poodhalily až jeho tiskem vydané deníky, ve kterých popsal mnohé reálie. Své problematické národnostní a profesní zařazení ve společnosti komentoval slovy:
“Rusové mě nazývají Němcem, Němci mě nazývají Rusem, Židé mě nazývají křesťanem, křesťané Židem. Klavíristé mě nazývají skladatelem, skladatelé mě nazývají klavíristou. Klasicističtí skladatelé mě nazývají futuristou a futuristi mě označují za klasicistického umělce. Můj závěr je ten, že jsem jen ubohý jednotlivec”.

## Dílo a odkaz
Byl velmi plodným skladatelem. Napsal asi dvacet oper: jako první uvedl roku 1850 operu Dmitrij Donskij. Dále vznikly tři jednoaktovky na téma národních báchorek, z nich nejoblíbenější byla Chomka duračok (Hlupáček Chomla). Pozoruhodná a oblíbená je opera Démon, kterou  napsal na základě Lermontových romantických básní. Dále vytvořil pět koncertů pro harmoniku, šest symfonií a veliké množství hudby pro sólový klavír spolu s komorní hudbu, kterou Rubinstein také často psal. Dále vznikly dva koncerty pro violoncello a jeden pro housle, značné množství orchestrálních děl a množství symfonických básní (včetně jeho nejznámější Don Quijote).
Nové zvyky v hudbě neměl rád. Také se často vyjadřoval proti ruskému nacionalismu, což vedlo k hádkám s jeho ruskými kolegy, např. s Milijem Balakirevem a s jinými, které považoval za nebezpečí ruské hudební tradice v Petrohradě. Bratr Nikolaj, s kterým Anton úzce spolupracoval, podporoval jeho názor a často se ho zastával. 
Po jeho smrti začala jeho díla upadat do zapomnění, postupně byla vyřazována z koncertních programů, jen jeho koncerty pro harmoniku si udržely slušné místo. Velký úpadek také nastal s první světovou válkou, kdy Němci jeho tvorbu zavrhli a na jevištích se začala objevovat spíše díla zahraničních skladatelů. Později si přední místa upevnili spíše Stravinský a Prokofjev. I za svého života se právem považoval za předního hudebního skladatele a často se to nebál dát najevo. Po celý svůj život obdivoval Richarda Wagnera, ale hlavně miloval a ctil Mendelssohna, který značně ovlivnil jeho hudební styl; v jeho hudbě se však objevuje i vliv Frédérica Chopina a Roberta Schumanna.
Teprve po roce 1990 začalo znovuobjevování Rubinsteinova díla v Rusku i v zahraničí, kde se velmi často setkával s pozitivní kritikou. Jeho život a dílo se dostaly do encyklopedií i do dramaturgie koncertů. Inspiroval a stále do určité míry inspiruje několik pozdějších ruských i zahraničních skladatelů. Mezi jeho reprezentativní díla patří převážně opera Démon, klavírní koncert č. 4, a symfonie č. 2, známá také jako Oceán.

## Památky
- Bronzová portrétní busta zdobí Rubinsteinův hrob na Tichvinském hřbitově při Něvském klášteře v Petrohradu
- Jeho jméno nesou hudební školy v Tiraspolu a v Peterhofu.
- Jeho jménem se nazývá bývalá Trojická ulice v Petrohradu, kde v letech 1887–1891 bydlel v domě č.38, také ulice v Tiraspolu a v Almatě.
- Alexandr Kuprin jej zařadil mezi hlavní postavy své povídky Talíř.